# Stefan Dimitrow
Stefan Iwanow Dimitrow (ur. 8 października 1984 w Wielkie Tyrnowo) – bułgarski piłkarz grający na pozycji napastnika. Obecnie zawodnik bez klubu.

## Życiorys

### Kariera klubowa
Dimitrow jest wychowankiem Etyr 1924 Wielkie Tyrnowo. Gdy jego rodzina wyemigrowała do USA, występował w uniwersyteckiej drużynie Concordia Clippers. W 2009 roku podpisał kontrakt z Chicago Fire. W 2013 roku podpisał kontrakt z New York Cosmos i od razu wypożyczony do Fort Lauderdale Strikers na rundę wiosenną, po której powrócił do drużyny z Nowego Jorku.

### Kariera reprezentacyjna
Stefan Dimitrow ma za sobą występy w reprezentacji Bułgarii U-21.